# Thomas Hanitzsch
Thomas Hanitzsch (geboren am 18. Oktober 1969) ist ein deutscher Professor für Kommunikationswissenschaft mit dem Schwerpunkt Journalismusforschung an der Ludwig-Maximilians-Universität in München.

## Werdegang
Nach seinem Militärdienst in der Nationalen Volksarmee absolvierte Hanitzsch zunächst in Dresden ein Redaktionsvolontariat und begann 1992 sein Studium der Journalistik, Arabistik und orientalischen Philologie an der Universität Leipzig sowie an der Universitas Gadjah Mada in Yogyakarta, Indonesien, das er 1999 abschloss. 2002 trat Hanitzsch eine Tätigkeit als wissenschaftlicher Mitarbeiter und später als wissenschaftlicher Assistent an der Technischen Universität Ilmenau an, wo er im Jahr 2004 promovierte. 2006 ging er als Oberassistent an die Universität Zürich, wo er sich 2010 habilitierte. Im selben Jahr wurde er an das Institut für Kommunikationswissenschaft und Medienforschung der Ludwig-Maximilians-Universität in München berufen, wo er seit 2013 den Lehrstuhl für Kommunikationswissenschaft mit dem Schwerpunkt Journalismusforschung innehat. Von 2011 bis 2015 war Hanitzsch Editor-in-Chief der Fachzeitschrift Communication Theory. Aktuell ist er President-Elect der International Communication Association (2024–2025).
Hanitzsch ist ein Fellow der International Communication Association. Zu den thematischen Schwerpunkten seiner Arbeit zählen Journalismuskulturen und die vergleichende Medienforschung. Hanitzsch ist Gründer (2006) und Koordinator der internationalen Worlds of Journalism Study. 